# قاعدة فرق الجوية
قاعدة فرق الجوية أو مطار نزوى (إيكاو: OOFQ/OONZ) هو مطارٌ يخدم ولاية نزوى في سلطنة عمان. وفقًا لصور تاريخية من جوجل إيرث، فإنَّ مدرج المطار قد هُدم في وقتٍ ما بعد عام 2009.

## روابط خارجية
- تاريخ الحوادث لـ (Firq Air Base) على شبكة سلامة الطيران.